# Миличевич, Ксения

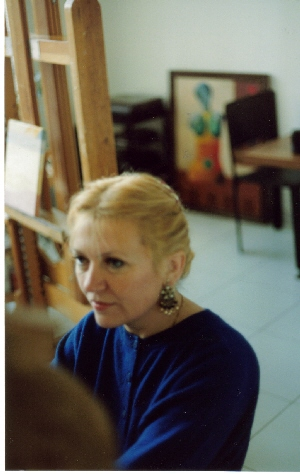
Ksenia Milicevic, 1990.

Ксения Миличевич  (фр. Ksenia Milicevic; 15 сентября 1942, Дринич, Босния и Герцеговина) — французская художница.

## Биография
Ксения Миличевич родилась в 1942 году в городе Дринич, Босния и Герцеговина. После войны родители Ксении поступили на дипломатическую службу и она жила с ними в Софии и Праге. Её отец, который был писателем и художником, подарил ей масляные краски. В пятнадцать лет Ксения написала свою первую картину.
Вернувшись в Белград, Ксения окончила школу, проучилась один год в Инженерном университете и в 1962 году переехала в Алжир. В Алжире она училась архитектуре в школе Архитектуры и Урбанизма в институте Урбанизма. Все своё свободное время Ксения проводила в классе живописи в Школе Изящных Искусств, расположенной в том же здании, где находился институт. Она окончила институт в 1968 году и в течение года работала в ECOTEC в команде выдающегося бразильского архитектора Оскара Нимейера. После этого Ксения переезжает в город Сан-Мигель-де-Тукуман на севере Аргентины, чтобы работать архитектором. В Тукумане она начинает посещать художественную школу Национального университета, которую заканчивает в 1976 году. Первая выставка картин художницы состоялась в Тукумане в 1970 году. После жизни во Франции, Испании и Мексике, Ксения постоянно живёт во Франции с 1987 года. Ателье в Бато-Лавуар С 1976 года она все своё время посвящает живописи. У неё было 120 персональных и групповых выставок по всему миру.
В 2011 году в Сент-Фражу, Верхняя Гаррона, Франция, был открыт музей, в котором размещены 30 картин Ксении Миличевич в постоянной экспозиции. В 2014 году Ксения Milicevic создалa движение Aрт Устойчивости.

## Творчество
Года, когда Ксения Миличевич училась в художественной школе, были временем хэппенингов и инсталляций. Обучение на кафедре изобразительного искусства балансировало между обучением классическим основам живописи, эстетическим ценностям и субъективной и произвольной изобретательностью. С этого периода началось её категорическое несогласие с постмодернистским течением в искусстве. Она считала, что это прекрасные упражнения для стимулирования воображения и освобождения от стереотипов, но никогда не видела в эти экзерсисах итоговое произведение искусства. В своих произведениях художница объединяет своё собственное видение со своими мыслями, но никогда не прерывает связь с элементами присущими живописи: воплощением смысл через красоту.

## иллюстрации
- Donde Sayago termina…Fermoselle, Luis Cortez Vazquez, Dessins de Ksenia Milicevic, Gràficas Cervantes,04-1981,Salamanca[1].
- Arpéges, Pratique des langues étrangères, Illustrations de Ksenia Milicevic, 1990[2].
- Revista Plural,Muestra grafica de Ksenia Milicevic, n°135,12-1982, Mexico